# カウンターパーティリスク
カウンターパーティリスク（英語: Counterparty Risk）とは、経済・金融分野の用語で、「取引先（英語から、カウンターパーティとも）が破綻するなどして契約が履行されずに損失を被るリスク、または当該損害金額」 を指す。カウンターパーティ信用リスク（英語: Counterparty Credit Risk）とも。
信用リスクの一種、もしくは信用リスクに包含される概念。

## 概説
例えばクレジット・デフォルト・スワップ（CDS）等のデリバティブ取引では、契約期間が長期に渡るため、カウンターパーティリスクについて考慮を要する。ここではCDS取引を例に取り上げる。
CDS取引の概要については別記事クレジット・デフォルト・スワップを参照のこと
あるCDS取引におけるプロテクションの買い手をA、プロテクションの売り手をBとする。Aは定期的なプレミアムの支払いと引き換えに、その取引で定めた「参照組織」の破綻等に対する保障（プロテクション）を得ているという構図となっている。Aにとって、仮にCDS取引の契約期間中、相手（カウンターパーティ）であるBが破綻等してしまうと、それまで得られていた保障が意味をなさなくなってしまう。このように、万一のカウンターパーティの破綻等は、リスクである。これを指して、カウンターパーティリスクと呼んでいるのである。
他の例として、ある会社Qが、取引先に対して有する売掛債権の倒産リスクをヘッジ（移転）するため、保険会社Pと取引信用保険の契約をしたとする。すると今度は、保険会社Pの破綻等で、万一の場合の保険金を支払われないるリスクにさらされる。これもカウンターパーティリスクの一つである。。

## デリバティブ取引におけるカウンターパーティリスク

### エクスポージャー分解
デリバティブ取引におけるカウンターパーティリスク（当節において「カウンターパーティリスク」は、取引先が破綻するなどして契約が履行されない場合の損害金額（エクスポージャー）を示す）は下記の2つに分解できる。
1. 「カレント・エクスポージャー」: 現時点でのエクスポージャー。現時点の時価。
2. 「ポテンシャル（フューチャー）・エクスポージャー」: 将来のエクスポージャーの増減額。将来の取引期間中のエクスポージャーの変化をいう。

カウンターパーティリスクの構成要素は以下のようになる。
- - 通常時（取引先デフォルト未発生時）：「カレント・エクスポージャー」「ポテンシャル（フューチャー）・エクスポージャー」
  - デフォルト発生時: 「カレント・エクスポージャー」

通常時（取引先デフォルト未発生時）においては、カウンターパーティリスクの把握にはポテンシャル・エクスポージャーの管理が重要となるとされる。（記事内 #将来のエクスポージャー変化へ続く）

### 将来のエクスポージャー変化[6]

エクスポージャーの遷移（金利スワップ）

たとえば、金利スワップの将来のエクスポージャーの変化の可能性は、図のように遷移していく。最初から中途までは金利の変動によるエクスポージャーの発生の可能性が時間経過とともに増えていくが、中途から取引終了期日に接近する部分では、残存するキャッシュフローが減少していくことから、金利変動に対応する価格変動も減少していき、最後にはゼロとなる。

エクスポージャーの遷移（通貨スワップ）

一方通貨スワップ（取引終了時に元本交換があるもの）は、為替の変動によるエクスポージャーの発生の可能性が時間経過とともに拡大、最終期日に最大となる。
上記例のように、商品ごとの特性を踏まえて、それぞれの取引のカウンターパーティリスクを管理していくことが重要とされる。

### 誤方向リスク
特殊な場合ではあるが、カウンターパーティへのエクスポージャーと、カウンターパーティのデフォルト確率の2者間が正の相関関係にある場合を考える。このとき、両者の相乗作用により損失が拡大するリスクがあると言える。このリスクを誤方向リスクという。

## マクロで見たカウンターパーティリスク
これまで見てきたように、カウンターパーティリスクは、数多存在する取引ごとに（リスクの大小はあれど）存在するが、ここではよりマクロな視点で考えてみたい。
一つの例として、以下のような会社Aがあるとする。
Aは、大量の契約期間中のCDS取引を有しており、かつ想定元本合計額も大きいとする。しかもAはほとんどのCDS取引において、プロテクションの売り手となっている。
CDS取引の概要については別記事クレジット・デフォルト・スワップを参照のこと
Aの有するCDS取引を一つ取り出すと、Aの他方の当事者Pは、Aに関するカウンターパーティリスクを一定程度抱えていると言えるが、Pとしてはそれほど重視するものでもない額かもしれない。しかし、Aの有するCDS取引の、数多いる他方当事者の抱える、Aに関するカウンターパーティリスクをすべて足し上げると、非常に大きなリスク量となる。そして、そのようなAが万一倒産をしてしまうと、大きな混乱をきたすことは、想像に難くない。

### 現実での例
実際に、このようなカウンターパーティリスクの集中の危険が顕在化寸前まで至ったため、公的資金が注入された例がある。
2008年、AIGが、米国政府ならびにFRBの公的資金注入により救済されている。当時AIGの子会社が大量かつ売りに偏ったCDS取引を保有していたことが救済された理由の一部であるという指摘がある。

#### 清算集中義務へ
上記AIGの例などを踏まえ、2009年のG20首脳会議にて、清算集中義務が一部の国で金融機関に対し課されることになった。店頭デリバティブ取引を清算集中することで、カウンターパーティリスクを抑えることが可能である。
本件経緯については、別記事内 店頭デリバティブ#金融危機と店頭デリバティブならびに店頭デリバティブ#店頭デリバティブ規制 に詳しい記載あり
清算集中によるカウンターパーティリスクの軽減については、別記事内クリアリング#クリアリングの具体例、クリアリング有無の比較に仕組みの記載あり